# Chaluvanahalli, Kolar
Chaluvanahalli là một làng thuộc tehsil Kolar, huyện Kolar, bang Karnataka, Ấn Độ.